# Corno Bianco (Alpi Graie)
Il Corno Bianco (2.891 m s.l.m.) è una montagna delle Alpi Graie che si trova tra la val Grande di Lanzo e la valle Orco. 

## Descrizione
La montagna culmina con due cime, una a quota 2883 e l'altra a quota 2891.

## Salita alla vetta
Si può salire sulla montagna partendo da Rivotti, frazione di Groscavallo in val Grande di Lanzo. La  difficoltà del percorso è stimata come EE (per "Escursionisti Esperti").